# سومار (صاروخ جوال)
صاروخ سومار: هو صاروخ جوال إيراني أرض-أرض بعيد المدى يعمل بالوقود الصلب. يمكنه حمل رأس حربي نووي أو تقليدي. يتراوح مداه ما بين 2500 إلى 3000 كم بحسب تقارير دولية. ويُعَد جيل من الصواريخ الباليستية کروز، تم تصنيعه بخبرات متخصصين في مؤسسة الصناعات الجو-فضائية التابعة لوزارة الدفاع وإسناد القوات المسلحة الإيرانية. أُعلِنَ عنه رسمياً في 8 مارس/ آذار 2015م بواسطة وزير الدفاع الإيراني العميد حسين دهقان. يُذكَر أن جمهورية إيران تمتلك بالفعل واحدة من أكبر ترسانات الصواريخ الباليستية في منطقة الشرق الأوسط، إن لم تكن هي الأكبر بالفعل. وتمكنت إيران أيضاً من تطوير قدرتها على إطلاق الأقمار الصناعية المدنية منها والعسكرية كالقمر الصناعي العسكري الإيراني نور 1 و2. ويتراوح نظام جمهورية إيران الصاروخي بين أنواع متفاوتة المدى تتراوح ما بين 45 كيلومتراً إلى 10 آلاف كيلومتر. كما ويضم صواريخ باليستية، ومجنحة بعيدة المدى، إضافةً إلى صواريخ خارقة للدروع يمكن إستخدامها ضد أهداف بحرية. وبهذا تقع القارة الأوروبية وسواحل ألاسكا وأجزاء من آسيا في مرمى الصواريخ الإيرانية.

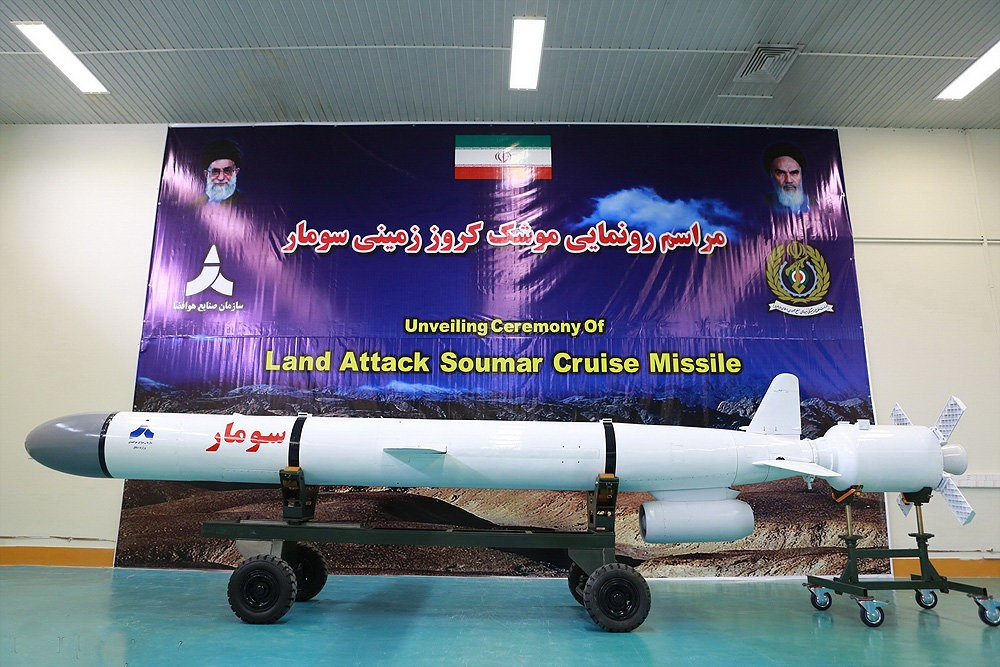
صاروخ سومار الجوال بمناسبة الإعلان الرسمي عنه عام 2015م

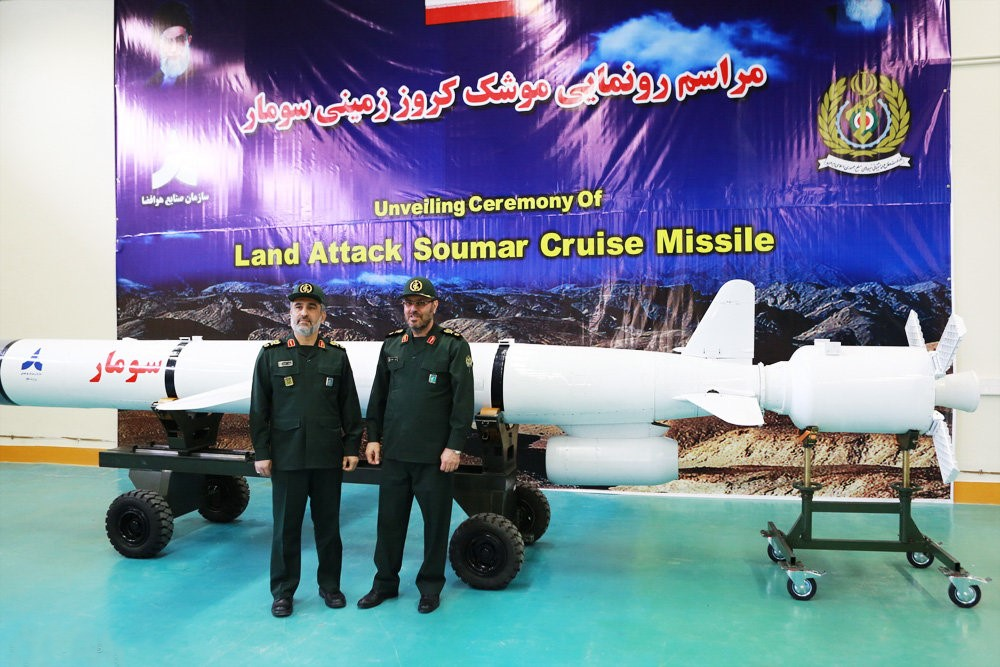
عرض صاروخ سومار الجوال بحضور وزير الدفاع الإيراني العميد حسين دهقان، وقائد قوات الجوفضائية التابعة للحرس الثوري الإيراني العميد أمير علي حاجي زاده

## الإعلان الرسمي
أعلنت جمهورية إيران يوم الأحد 8 مارس 2015م، عن تصنيع صاروخ سومار الجديد البري بعيد المدى، خلال حفل حضره وزير الدفاع حسين دهقان، وقائد القوات الجوية في الحرس الثوري الإيراني أمير علي حاجي زاده، في العاصمة الإيرانية طهران، خلال مراسم شملت تسليم قوات الحرس الثوري الايراني صواريخ (قيام وقدر) البالستية، برعاية وزير الدفاع وأسناد القوات المسلحة الإيرانية العميد حسين دهقان. وأوضح دهقان في إجابته على أسئلة الصحفيين خلال الحفل، أن الصاروخ الجديد قامت هيئة الصناعات الجوية الفضائية بإنتاجه، مبيناً أنه يمتلك ميزات هامة من ناحية مداه ودقة إصابته للأهداف، مقارنةً بالصواريخ التي سبقته.

## نبذة مختصرة
أن مؤسسة الصناعات الدفاعية الإيرانية هي التي قامت بإنتاج واحد من أهم الصواريخ الإيرانية الجوالة وهو سومار. وقد كشفت جمهورية إيران عنه في عام 2015. بحضور وزير الدفاع الإيراني، لكن إيران جربته في فبراير 2017م بنجاح. وفي التجربة الصاروخية الأخيرة تمكن صاروخ سومار من التحليق لنحو 600 كيلومتر في أول إختبار ناجح معلن لإطلاقه. وتفيد تقارير دولية بقدرة الصاروخ ويمكن أن يتراوح مداه بين 2000 و3000 كيلومتر، وبالتالي ولكونه أشبه بصاروخ (خا - 55) السوفيتي، فإنه قد يتمكن من استهداف مرماه ليس فقط في منطقة الشرق الأوسط فحسب، بل أيضاً في جنوبي وشرقي أوروبا، وتجدر الإشارة هنا، إلى أن وزارة الدفاع الإيرانية أطلقت على هذا الصاروخ إسم سومار استشهاداً ببطولات الجنود الإيرانيين في منطقة عمليات عسكرية شهيرة إبان الحرب العراقية ـ الإيرانية، حملت الإسم ذاته، وهي إحدى مدن محافظة كرمنشاه الواقعة في المنطقة الحدودية بين إيران والعراق. وبحسب تصريحات أحد الخبراء العسكريين، فإن إمكانية صد صواريخ كروز أصعب مقارنةً بالصواريخ الباليستية، حيث إنها تحلّق على مستويات منخفضة ربما لا تلتقطها أنظمة الرادار، ما يربك أنظمة الدفاع الصاروخية، كما أن بإمكان صواريخ كروز ضرب أهداف في عمق أراضي الخصم، ولفت ذلك الخبير إلى أن الميزة الكبيرة من وجهة نظر إيران هي أن صواريخ كروز لم تذكر في أي من قرارات الأمم المتحدة التي تحظر العمل على تصنيع الصواريخ الباليستية القادرة على حمل أسلحة نووية.

## المواصفات
يُعتبَر صاروخ سومار، جيل جديد من الصواريخ الباليستية كروز الإيرانية. ويمتلك صاروخ سومار إمكانات متميزة عن بقية الصواريخ خصوصاً فيما يتعلق بأنظمة التحكم، هيكل الصاروخ وأنظمة الدفع (أو الإطلاق). كما يُعَد من أهم وأخطر ما توصل إليه الخبراء الإيرانيون في هذا المضمار، خاصةً أنه صاروخ بعيد المدى يصل إلى أكثر من 2500 كیلومتر.

## صاروخ سومار قادر على حمل أسلحة نووية
قالت مصادر استخباراتية ألمانية في عام 2017م، إن جمهورية إيران أجرت إختباراً على صاروخ كروز آخر قادر على حمل رأس نووي، يسمى (سومار)، بالإضافة إلى الصاروخ الباليستي (خرمشهر) الذي أطلقته أيضاً في نفس العام. وصاروخ سومار البري بعيد المدى هو جيل من الصواريخ الباليستية کروز، وأنتجته مؤسسة الصناعات الدفاعية الإيرانية. ونقلت صحيفة دي فيلت الألمانية عن مصادر مخابراتية لم تكشف عن هويتها، أن جمهورية إيران إختبرت صاروخ سومار بالتزامن مع إطلاق صاروخ باليستي متوسط المدى قبل أيام. وبحسب الصحيفة، فإن صاروخ سومار تمكن من التحليق لنحو 600 كلم في أول إختبار ناجح معلن لإطلاقه. ونقلت عن مصادر مخابراتية قولها إنها تعتقد بأن الصاروخ قادر على حمل أسلحة نووية ويمكن أن يتراوح مداه بين 2000 و3000 كلم. وقال خبير أمني لصحيفة دي فيلت إن الميزة الكبيرة من وجهة نظر إيران، هي أن صواريخ كروز لم تُذكَر في أي من قرارات الأمم المتحدة التي تحظر العمل على تصنيع الصواريخ الباليستية القادرة على حمل أسلحة نووية.

## ردود أفعال
روسيا
أعرب موقع (روسيا اليوم)، بأن صاروخ سومار الذي كشفت عنه جمهورية إيران، بجانب ترسانة الصواريخ لدى الحرس الثوري الإيراني، قادرة على استهداف إسرائيل والقواعد الأمريكية في المنطقة. وأشارت صحيفة روسيا اليوم، إلى القدرات التي يتمتع بها صاروخ كروز سومار، معتبرةً إزاحة الستار عنه شكل ذعراً لإسرائيل. ولفتت صحيفة روسيا اليوم إلى تغطية وسائل الإعلام الإسرائيلية للحدث، حيث قالت بدورها إن إيران لأول مرة تكشف عن هذا النوع من السلاح، وأضافت: إن الجمهورية الإسلامية الإيرانية تعمد إلى تعزيز قدراتها الدفاعية، وأنها قامت بتجارب مستمرة لأسلحة متطورة خلال السنوات الأخيرة.
 إسرائيل
أثار كشف جمهورية إيران، عن صاروخ سومار أرض - أرض، من طراز كروز، ردود أفعال واسعة في الصحف الإسرائيلية والتي تساءلت عن مغزى التوقيت الذي تم الكشف فيه عن هذا النوع الجديد من الصواريخ. ورأت صحيفة يديعوت أحرونوت أن الكشف الإيراني عن صاروخ سومار يشكل تغييراً دراماتيكياً في سياسة الجمهورية الإسلامية المتعلقة بالإعلان عن مدى الصواريخ التي تمتلكها. فطوال الأعوام الماضية، امتنعت إيران عن الإشارة إلى صواريخ يتجاوز مداها 2000 كلم على أساس أن الرسالة التي حاولت إيصالها هي أن الصواريخ التي تصنعها وتتزود بها مهمتها دفاعية وتتعلق بالدفاع عن المصالح الإيرانية الإقليمية. أما مدى 2500 كلم، فهو يغطي دول مختلفة، بما في ذلك دول الناتو، بحيث تصبح، على سبيل المثال، بوخارست وبودابست ووارسو وأثينا وموسكو ضمن مدى الصواريخ الإيرانية. كذلك تصبح كل تركيا ومعظم الأراضي المصرية ضمن قوس التغطية الصاروخية الإيراني.
 إيران
وزير الدفاع وإسناد القوات المسلحة الإيرانية:
قال وزير الدفاع الإيراني العميد حسين دهقان، إن صاروخ سومار الذي يُعَد واحداً من الإنجازات الأخيرة في مجال البحث والتطوير لأبناء شعبنا، كما ويُعَد خطوة هامة في زيادة القوى الدفاعية لإيران، وقدراتها الرادعة. وأوضح العميد دهقان أن صاروخ كروز سومار الأرضي، يتميز عن المنتوجات السابقة بخصائص في أنظمة السيطرة والهيكلية والقوة الدافعة، وبالتالي زيادة المدى والمزيد من الدقة في التصويب.
قائد قوات الجوفضائية للحرس الثوري الايراني:
قال قائد قوات الجوفضائية للحرس الثوري الإيراني العميد أمير علي حاجي زاده، إن صواريخ سومار، هي رسالة من وزارة الدفاع والحرس الثوري للأعداء والأصدقاء بأننا ورغم إجراءات الحظر قادرون وبأيدي متخصصينا المحليين على التطور وهذا دليل على أن الحظر لم يؤثر أبداً على تقدم برنامج إيران الدفاعي. وأكد العميد حاجي زاده أن "إيران لن تفاوض أحداً حول القضايا الدفاعية وصواريخها البالستية".

## معرض الصور

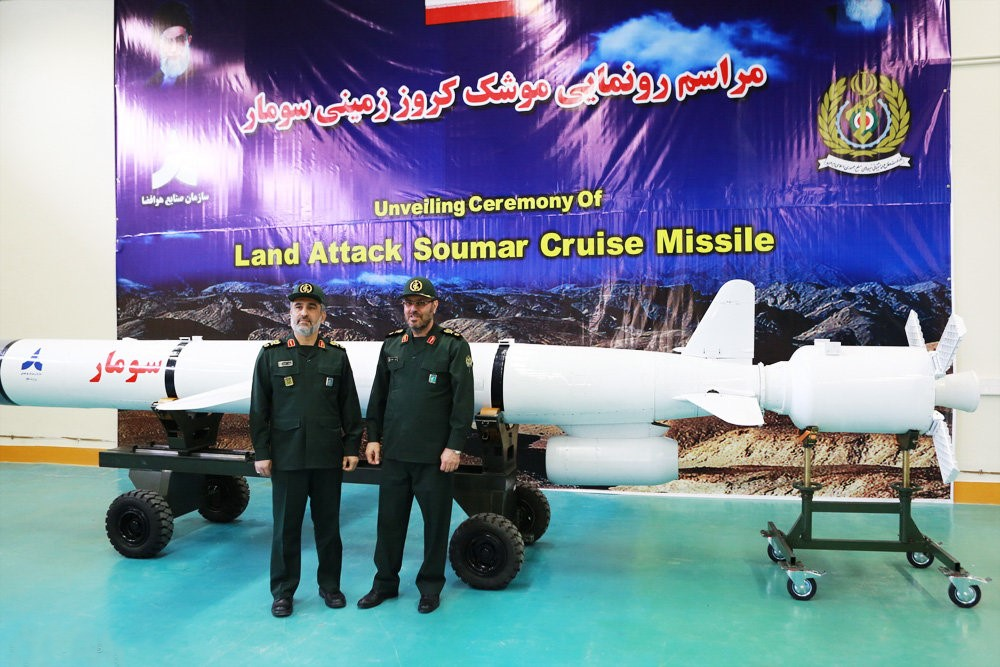
عرض صاروخ سومار الجوال بحضور وزير الدفاع الإيراني العميد حسين دهقان، وقائد قوات الجوفضائية التابعة للحرس الثوري الإيراني العميد أمير علي حاجي زاده

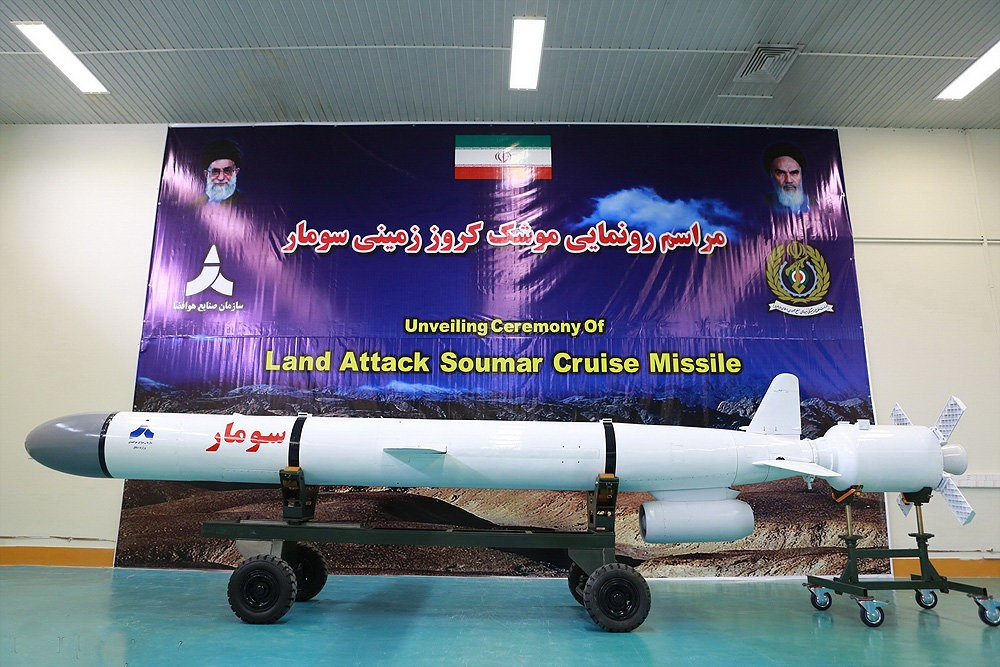
صاروخ سومار بعيد المدى بمناسبة الإعلان الرسمي عنه عام 2015م

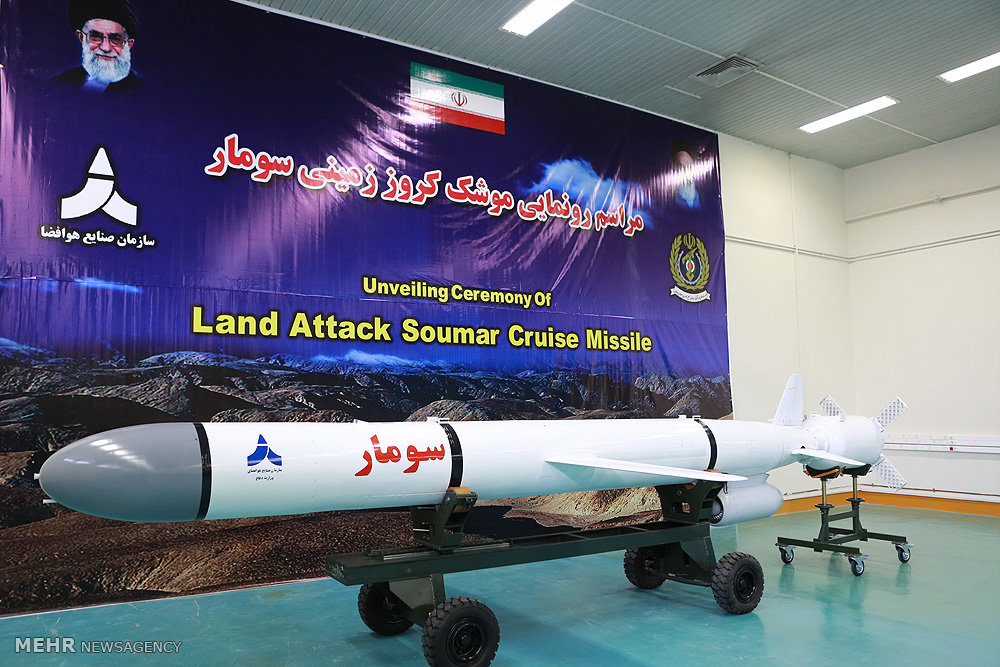
صاروخ سومار الجوال بمناسبة الإعلان الرسمي عنه عام 2015م